# Slag Lager
Slag Lager is een Belgisch pilsbier.
Het bier wordt gebrouwen in Brouwerij Slaghmuylder te Ninove. Het is een blond bier met een alcoholpercentage van 5%. De brouwerij start in 1926 met een nieuw brouwprocedé voor bier van lage gisting, de eerste Slag pils wordt gebrouwen. Tijdens de oorlogsjaren 1940-1945 is men genoodzaakt terug op bier van hoge gisting over te schakelen. Het duurt tot 1958 vooraleer men opnieuw Slag pils produceert.